# Walter Schmidt von Schmidtseck

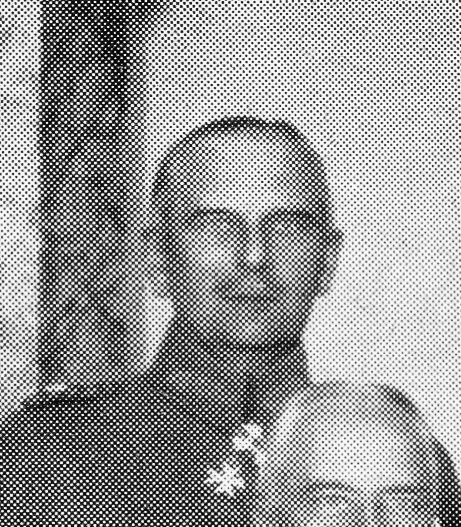
Walter Schmidt von Schmidtseck

Walter Hilmar Freiherr Schmidt von Schmidtseck (* 22. September 1865 auf Gut Klein Wogenab, Landkreis Elbing; † 28. Januar 1945 in Perkau) war ein preußischer Generalleutnant im Ersten Weltkrieg.

## Leben

### Herkunft
Walter war ein Sohn des preußischen Kammerherrn und Rittergutsbesitzer Rudolf Schmidt von Schmidtseck (1840–1898) auf Woplauken, Kreis Rastenburg und dessen Ehefrau Anna, geborene Gräfin zu Eulenburg-Prassen (* 1840). Sein Bruder Hilmar (1863–1912) wurde Landrat.

### Militärkarriere

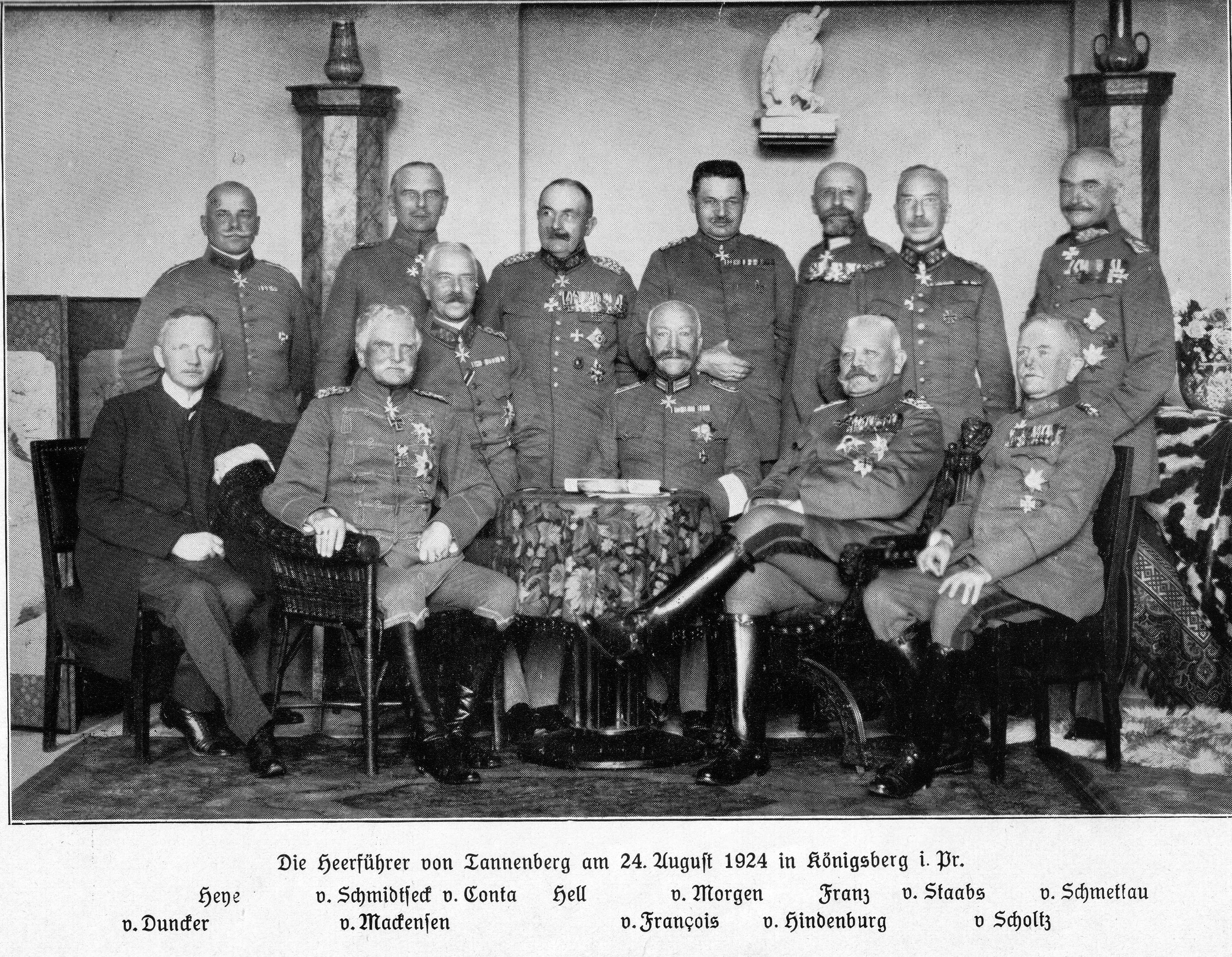
Walter Schmidt von Schmidtseck, zweiter von links stehend

Schmidt von Schmidtseck schlug eine Offizierslaufbahn bei der Artillerie der Preußischen Armee ein und diente im Ersten Weltkrieg. Als Chef des Stabes des I. Armee-Korps nahm er an der Schlacht bei Tannenberg teil. Später diente er in gleicher Funktion im Armeeoberkommando 10 und in der Armeeabteilung Woyrsch. Zum Ende des Krieges führte er als Kommandeur die 11. Infanterie-Division.
Er war Besitzer der Güter Perkau (603 ha) und Pöhlen (365 ha) im Kreis Friedland, Ostpreußen.

### Familie
Er heiratete am 25. September 1895 in Boitzenburg Dorothea von Arnim-Boitzenburg (1871–1945), Tochter von Adolf von Arnim-Boitzenburg. Aus der Ehe gingen die beiden Töchter Vera (* 1899), verheiratet mit dem Major Arthur Bötterling († 1936), und Felicitas (* 1909), verheiratet mit Axel Freiherr von Senden-Gerbin, hervor.
Der Generalleutnant war aktiv im Johanniterorden und dort Kommendator der Preußischen Genossenschaft.